# Thanh Hương (diễn viên)
Nguyễn Thanh Hương (sinh ngày 12 tháng 3 năm 1988), thường được biết đến với nghệ danh Thanh Hương, là một nữ diễn viên, ca sĩ kiêm người dẫn chương trình truyền hình người Việt Nam. Cô được biết đến qua các vai diễn trong các bộ phim truyền hình Người phán xử, Quỳnh búp bê, Sống chung với mẹ chồng, Sinh tử, Những ngày không quên và Mùa hoa tìm lại.

## Sự nghiệp
Trước khi lấn sân sang diễn xuất, Thanh Hương từng tham gia cuộc thi Hoa hậu Hải Dương 2006, đạt danh hiệu Á hậu 2 khi chỉ mới 17 tuổi.
Vai diễn đầu tay của cô là trong bộ phim Hậu họa, tiếp sau đó là những tác phẩm như Những cánh hoa trước gió, Zippo, mù tạt và em, Đường lên Điện Biên...
Năm 2017, cô tham gia bộ phim Người phán xử với vai diễn Phan Hương, con gái ông trùm Phan Quân (NSND Hoàng Dũng) và chị gái Phan Hải (Việt Anh).
Năm 2018, cô nổi bật với vai diễn Lan "cave" trong phim Quỳnh Búp Bê - một bộ phim phản ánh thực trạng môi giới mại dâm ở Việt Nam. Cô là một nhân vật thuộc típ bán phản diện.
Năm 2019, Thanh Hương tham gia cuộc thi ca hát Trời sinh một cặp và đoạt giải quán quân. Cô còn đảm nhận vai Linh trong Nàng dâu order, đóng cặp với NSND Trọng Trinh.
Năm 2021, cô tham gia bộ phim Mùa hoa tìm lại với vai diễn Mỹ Lệ, đóng cặp với ca sĩ Duy Khoa và Duy Hưng. Đây là vai diễn thuộc típ chính diện. Cũng trong năm này, cô đóng vai chính trong phim Anh có phải đàn ông không? với vai diễn Trúc Lam, chị gái Vy (Quỳnh Kool).
Năm 2022, Thanh Hương tham gia dẫn chương trình Chuẩn cơm mẹ nấu 2022 cùng với diễn viên Quyền Linh. Cũng trong năm này, cô xuất hiện với vai trò khách mời trong phim Đừng làm mẹ cáu, đánh dấu lần tái hợp với Anh Đức sau Người phán xử.
Năm 2023, cô tham gia bộ phim Cuộc đời vẫn đẹp sao. Cô vào vai Luyến, con dâu của bà Tình (NSƯT Thanh Quý). Trước đó, cô xuất hiện với vai diễn kiểm sát viên Ngọc Mai trong phim Hành trình công lý.
Năm 2024, cô tham gia bộ phim Người một nhà. Cô vào vai Khanh, vợ của Tuệ (Tuấn Tú), em trai song sinh của Trí (Duy Hưng).

## Đời tư
Cho tới nay, danh tính về người chồng của cô vẫn được Thanh Hương giấu kín. Theo một số nguồn cho biết, nữ diễn viên lấy chồng năm 21 tuổi, còn chồng cô là một doanh nhân khá thành đạt. Cô có hai con gái là Hoàng Minh Phương (con lớn) và Hoàng Yến Linh (con út).
Vào tháng 3/2024, Thanh Hương xác nhận ly hôn hơn 1 năm trước, kết thúc cuộc hôn nhân hơn 10 năm khiến nhiều người bất ngờ. Nhưng cô chưa từng tiết lộ hình ảnh chồng trên trang cá nhân bởi cô quan niệm rằng hôn nhân là chuyện riêng tư và cô muốn giữ sự bình yên cho gia đình, cho những người thân yêu. Nói về nguyên nhân dừng cuộc hôn nhân của mình, Thanh Hương cho rằng không có chuyện "người thứ ba" và bản thân cô cũng thấy có lỗi một phần trong đó vì đã dành quá nhiều thời gian cho công việc, cho các vai diễn nên ít có thời gian chăm sóc gia đình. Hiện tại mối quan hệ giữa cô và chồng cũ vẫn tốt đẹp. Họ vẫn liên lạc với nhau để chia sẻ về con cái nhưng tránh gặp mặt.

## Danh sách phim

### Phim truyền hình
| Năm  | Tựa phim                            | Kênh phát sóng      | Vai diễn                    | Đạo diễn                                           | Đóng với                              | Ghi chú |
| ---- | ----------------------------------- | ------------------- | --------------------------- | -------------------------------------------------- | ------------------------------------- | ------- |
| 2006 | Hậu họa                             | VTC1                |                             | Phạm Nhuệ Giang                                    |                                       |         |
| 2010 | Cảnh sát hình sự: Cuồng phong       | VTV1                | Diệp                        | Bùi Huy Thuần                                      |                                       |         |
| 2014 | Đường lên Điện Biên                 | VTV1                | Cúc                         | Bùi Tuấn Dũng                                      |                                       |         |
| 2015 | Bótay.kom                           | VTV3                | Cô gái 2                    | Trịnh Lê Phong                                     |                                       | Sitcom  |
| 2015 | Những cánh hoa trước gió            | VTV6                | Vân                         | Đỗ Chí Hướng                                       |                                       |         |
| 2016 | Sắc màu phái đẹp                    | VTV3                | Thu Cúc                     |                                                    |                                       | Sitcom  |
| 2016 | Zippo, mù tạt và em                 | VTV3                | Diễm                        | Trọng Trinh, Bùi Tiến Huy                          |                                       |         |
| 2016 | Điều bí mật                         | VTV3                | Thủy                        | Mai Hồng Phong                                     | Công Dũng                             |         |
| 2017 | Sống chung với mẹ chồng             | VTV1                | Nhu                         | Vũ Trường Khoa                                     |                                       |         |
| 2017 | Cảnh sát hình sự: Người phán xử     | VTV3                | Phan Hương                  | Nguyễn Mai Hiền, Nguyễn Khải Anh, Nguyễn Danh Dũng | Dương Anh Đức                         |         |
| 2017 | Cư dân thông thái                   | VTV6                | Trinh                       |                                                    |                                       | Sitcom  |
| 2017 | Thương nhớ ở ai                     | VTV3                | Nương                       | Lưu Trọng Ninh, Bùi Thọ Thịnh                      |                                       |         |
| 2018 | Quỳnh búp bê                        | VTV1/VTV3           | Lan                         | Mai Hồng Phong                                     | Phương Oanh, Thu Quỳnh, Doãn Quốc Đam |         |
| 2018 | Hạnh phúc không có ở cuối con đường | VTV1                | Hồng                        | Nguyễn Khải Hưng                                   |                                       |         |
| 2019 | Xin chào, người lạ ơi!              | VTV1                | Dung                        | Trịnh Lê Phong                                     |                                       |         |
| 2019 | Nàng dâu order                      | VTV3                | Linh                        | Bùi Quốc Việt                                      | Trọng Trinh                           |         |
| 2019 | Sinh tử                             | VTV1                | Hoàng Ngân                  | Nguyễn Khải Hưng, NSƯT Nguyễn Mai Hiền             |                                       |         |
| 2020 | Những ngày không quên               | VTV1                | Vy                          | Nguyễn Danh Dũng, Trịnh Lê Phong                   |                                       |         |
| 2020 | Cảnh sát hình sự: Lựa chọn số phận  | VTV1                | Yến                         | Mai Hồng Phong                                     |                                       |         |
| 2020 | Xin chào hạnh phúc: Nụ hôn may mắn  | VTV3                | Lê Hà                       | Luk Vân                                            |                                       |         |
| 2021 | Hướng dương ngược nắng              | VTV3                | An                          | Vũ Trường Khoa                                     |                                       |         |
| 2021 | Xin chào hạnh phúc: Nắng hôn nhân   | VTV3                | Thương                      | Nguyễn Bảo Trâm                                    | Tiến Lộc                              |         |
| 2021 | Xả xì chét                          | VTV3                |                             |                                                    |                                       | Sitcom  |
| 2021 | F5 bá đạo                           | VTV2                | Hoài Phương                 | Vĩnh An                                            |                                       |         |
| 2021 | Mùa hoa tìm lại                     | VTV3                | Mỹ Lệ                       | Vũ Minh Trí                                        | Duy Hưng, Duy Khoa                    |         |
| 2022 | Anh có phải đàn ông không           | VTV3                | Trúc Lam                    | Trịnh Lê Phong                                     | Nhan Phúc Vinh, Mạnh Cường            |         |
| 2022 | Hành trình công lý                  | VTV3                | Lê Ngọc Mai                 | Nguyễn Mai Hiền                                    | Thu Quỳnh                             |         |
| 2022 | Đừng làm mẹ cáu                     | VTV3                | May                         | Vũ Minh Trí                                        | Dương Anh Đức                         |         |
| 2023 | Cuộc đời vẫn đẹp sao                | VTV3                | Lê Thị Luyến (Luyến "lươn") | Nguyễn Danh Dũng                                   | Hoàng Hải                             |         |
| 2023 | Tình trạng: Đã ly hôn               | HTV7, Viettel Media | Thanh Hòa                   | Nguyễn Đức Nhật Thanh                              | Trương Hoàng                          |         |
| 2024 | Người một nhà                       | VTV3                | Khanh                       | Trịnh Lê Phong                                     | Tuấn Tú                               |         |
| 2024 | Mình yêu nhau bình yên thôi         | VTV3                | Mẹ bé Na (Vợ cũ Lâm)        | Lê Đỗ Ngọc Linh                                    | Doãn Quốc Đam                         |         |
| 2024 | Hoa sữa về trong gió                | VTV1                | Thùy Linh                   | Bùi Tiến Huy                                       | Bá Anh                                |         |

### Phim hài
| Năm  | Tựa phim hài       | Vai diễn | Đạo diễn |
| ---- | ------------------ | -------- | -------- |
| 2021 | Chạm vào hạnh phúc | Thiên    | Mai Long |

### Kịch sân khấu
| Năm  | Tên vở diễn               | Vai diễn            | Ghi chú      |
| ---- | ------------------------- | ------------------- | ------------ |
| 2007 | Những đứa con bị đánh cắp | Na cave             |              |
| 2008 | Nghề nuôi vẹt             | Osin                |              |
| 2013 | Ông không phải là bố tôi  | Liên chặt gạch      |              |
| 2014 | Những người con Hà Nội    | Khánh Linh          |              |
| 2015 | Tiếng đàn vùng Mê Thảo    | Bà chủ quán         |              |
| 2016 | Bữa cuối                  | Người Vợ            | Các chùm hài |
|      | Không đòi quà             | Nhân viên điện nước | Các chùm hài |
|      | Phòng tìm duyên           | Ngọc Trinh          | Các chùm hài |
|      | Cười ơi                   | Cô em gái thứ 2     | Các chùm hài |
|      | Văn mình vợ người         | Cô vợ               | Các chùm hài |
| 2018 | Ngôi nhà trong thành phố  | Thúy Hà             |              |
| 2018 | Đôi mắt                   | Bác sĩ Nga          |              |
| 2019 | Bỉ vỏ                     | Vợ Tham Trung       |              |

## Chương trình truyền hình
- Xả xì chét (Diễn viên, MC) (VTV3)
- Phụ nữ là số 1 (Diễn viên) (VTV3)
- Xóm hóm (Diễn viên) (HanoiTV1)
- Vì bạn xứng đáng (MC) hiện trường (VTV3)
- Chuẩn cơm mẹ nấu (mùa 5) (MC) cùng Quyền Linh (VTV3)
- Ai là triệu phú (người chơi) (VTV3)
- Đuổi hình bắt chữ (người chơi) (HanoiTV1)
- Chọn đâu cho đúng (khách mời) (VTV3)
- Vua tiếng Việt (người chơi) (VTV3)
- Khách sạn 5 sao (thành viên trong ban quản gia) (VTV3)
- Sức nước ngàn năm (người chơi cùng với diễn viên Thu Quỳnh và MC Hồng Phúc) (VTV3)
- Đẹp +84 (trưởng toa) (VTV3)

## Thành tích

### Giải thưởng và đề cử
| Năm  | Giải thưởng    | Hạng mục                                     | Đề cử    | Kết quả   |
| ---- | -------------- | -------------------------------------------- | -------- | --------- |
| 2017 | Cánh Diều Vàng | Nữ diễn viên phụ xuất sắc phim truyền hình   | Bản thân | Đoạt giải |
| 2017 | Ấn tượng VTV   | Diễn viên nữ ấn tượng                        | Bản thân | Đề cử     |
| 2018 | Ấn tượng VTV   | Diễn viên nữ ấn tượng                        | Bản thân | Đề cử     |
| 2019 | Ấn tượng VTV   | Diễn viên nữ ấn tượng                        | Bản thân | Đề cử     |
| 2024 | Cánh Diều Vàng | Nữ diễn viên chính xuất sắc phim truyền hình | Bản thân | Đoạt giải |
| 2024 | Ấn tượng VTV   | Diễn viên nữ ấn tượng                        | Bản thân | Đoạt giải |

### Chương trình truyền hình / Giải thưởng diễn xuất
- Á hậu 1 Hoa hậu Hải Dương 2006
- Huy chương Bạc (vai Khánh Linh, vở Những người con Hà Nội) – Liên hoan Sân khấu thủ đô lần thứ nhất
- Huy chương Vàng (vai Đát Kỷ, vở Khát vọng Đát Kỷ) – Tài năng trẻ Sân khấu kịch nói toàn quốc
- Huy chương Bạc (vai Thuý Hà, vở Ngôi nhà trong thành phố) – Liên hoan Sân khấu Thủ đô lần thứ 3
- Quán quân – Trời sinh một cặp (mùa 3)[12]